# Chaume-lès-Baigneux
Chaume-lès-Baigneux là một xã ở tỉnh Côte-d'Or trong vùng Bourgogne, phía đông nước Pháp. Khu vực này có độ cao trung bình 350 mét trên mực nước biển.

## Dân số
| Năm    | 1962 | 1968 | 1975 | 1982 | 1990 | 1999 | 2004 |
| ------ | ---- | ---- | ---- | ---- | ---- | ---- | ---- |
| Dân số | 67   | 100  | 100  | 105  | 90   | 89   | 87   |